# Dubnica nad Váhom
Dubnica nad Váhom (in tedesco Dubnitz an der Waag, in ungherese Máriatölgyes) è una città della Slovacchia facente parte del distretto di Ilava, nella regione di Trenčín.
Esso si trova sulle rive del fiume Váh, tra i Carpazi Bianchi e le montagne Strážovské vrchy.

## Amministrazione

### Gemellaggi
- Vác
- Zawadzkie
- Otrokovice

## Sport
La locale squadra di calcio è l'FK ZTS Dubnica.